# Емуртлинское сельское поселение
Емуртлинское се́льское поселе́ние — муниципальное образование в Упоровском районе Тюменской области Российской Федерации.
Административный центр — село Емуртла.

## История
Статус и границы сельского поселения установлены Законом Тюменской области от 5 ноября 2004 года № 263 «Об установлении границ муниципальных образований Тюменской области и наделении их статусом муниципального района, городского округа и сельского поселения».

## Население
| 2010  | 2011  | 2012  | 2013  | 2014  | 2015  | 2016  |
| ----- | ----- | ----- | ----- | ----- | ----- | ----- |
| 2403  | ↗2404 | ↘2354 | ↘2314 | ↘2272 | ↗2291 | ↘2287 |
| 2017  | 2018  | 2019  | 2020  | 2021  |       |       |
| ↗2295 | ↘2290 | ↘2237 | ↘2206 | ↗2339 |       |       |

## Состав сельского поселения
| № | Населённый пункт | Тип населённого пункта       | Население |
| - | ---------------- | ---------------------------- | --------- |
| 1 | Бердюгино        | село                         | 128       |
| 2 | Емуртла          | село, административный центр | 724       |
| 3 | Емуртлинский     | посёлок                      | 701       |
| 4 | Кашаир           | деревня                      | 174       |
| 5 | Октябрьский      | посёлок                      | 304       |
| 6 | Первомайский     | посёлок                      | 96        |
| 7 | Слободчики       | село                         | 229       |
| 8 | Старая Нерпа     | деревня                      | 47        |

- Носулина - упразднённая в 1973 году деревня на территории Емуртлинского сельского поселения.